# République (stanice metra v Paříži)

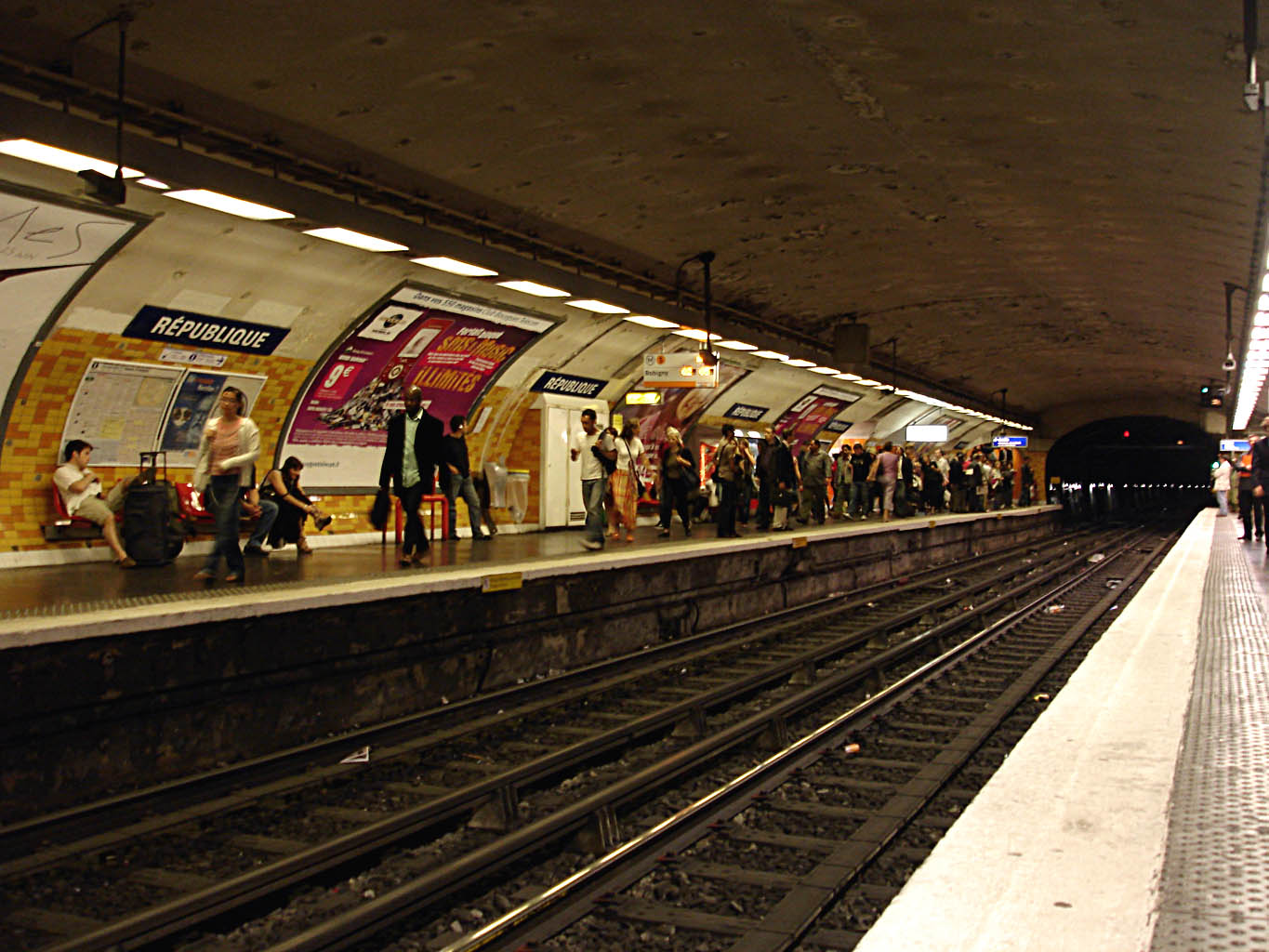
Nástupiště linky 5

République je přestupní stanice pařížského metra, kde se kříží linky 3, 5, 8, 9 a 11. Stanice se nachází pod náměstím Republiky (Place de la République) na hranicích 3., 10. a 11. obvodu v Paříži. V roce 2004 byla s 15,14 miliónem přímých cestujících šestou nejrušnější stanicí zdejšího metra.

## Historie
Jako první byla stanice otevřena pro linku 3, když byla 19. října 1904 linka zprovozněna. 15. listopadu 1907 následovala linka 5, když byla prodloužena severním směrem. 5. května 1931 byl otevřen nový úsek linky 8 od stanice Richelieu – Drouot do Porte de Charenton a v jeho rámci také nástupiště ve stanici République. 10. prosince 1933 byla přes stanici République prodloužena i linka 9. Jako poslední byla 28. dubna 1935 zprovozněna linka 11.
Před zprovozněním linek RER a linky 14 držela stanice s pěti tratěmi rekord v počtu křížících se linek. Dnes je stanicí s největším počtem přestupů Châtelet.
Průsečík těchto pěti tras metra znamenal vytvoření důmyslného systému podzemních chodeb, který umožňuje plynulý pohyb cestujících mezi jednotlivými nástupišti, která jsou umístěna v různých úrovních pod celým náměstím.
Stanice linky 3 se nachází v jižní části náměstí směrem k Avenue de la République. Linka 5 má nástupiště v jeho severní části poblíž Boulevardu de Magenta. Linky 8 a 9 v západní části, kde se k náměstí připojuje Boulevard Saint-Martin. Nástupiště linky 11 bylo vybudováno východně u Rue du Faubourg-du-Temple.

## Název
Jméno stanice je odvozeno od názvu rozsáhlého náměstí Place de la République.

## Vstupy
Stanice má pochopitelně více vchodů a východů:
- Place de la République – Rue René Boulanger
- Place de la République (u sochy uprostřed náměstí)
- Place de la République – Rue du Temple
- Place de la République – Rue du Faubourg du Temple (dva východy)
- Boulevard Saint-Martin (dva východy)
- Boulevard Magenta